# Естофилия
Естофилията (от гръцки: φίλος – скъп, обичащ) обхваща идеи и дейност на хора, които не са от естонски произход и подкрепят и/или се интересуват от естонския език, естонска литература, естонска култура, естонска история и страната като цяло. Такива хора се наричат естофили. Антонимът на естофилия е естофобия.
Терминът се отнася най-вече за дейността на естофилското движение от края на XVIII и началото на XIX век, когато балтийско-германски учени започват да записват и популяризират естонските култура и език. Това движение играе решителна роля в започването на Естонската ера на пробуждането почти 100 години по-късно, която вследствие води до Естонската декларация на независимост през 1918 г., Естонската война за независимост и основаването на Република Естония.

## Предистория
След северните кръстоносни походи естонската култура е относително потискана в обществото и водещата култура – тази, която управлява градовете, участваща в Лигата на Ханзата и организираната търговия – е германска с редки различия при смяна на владетелите. Оригиналната естонска култура по онова време е ограничена най-вече до селяните. Въпреки че вертикалните промени в йерархията са невъзможни, етническите естонци, които стават граждани или земевладелци, най-вече се германизират доброволно.
Въпреки че това потискане изолира германските управляващи от естонските нисши класи, то не разрушава местната култура. Относително дългото мирно време след шведската власт дава възможност на горните класи да си намерят хобита, при което някои от тях проявяват интерес към оригиналната естонска култура, като по този начин допринасят за систематичното ѝ разбиране.
Просвещението носи със себе си по-голяма толерантност и разпространява желанието необразованите да бъдат образовани. Например първото периодично издание на естонски език Lühhike öppetus („Кратки инструкции“), включва медицински техники.

## История

### Просвещение (1750 – 1840)
Образовани германски имигранти и местни балтийски германци в Естония, обучени в германски университети, въвеждат идеи от Просвещението, които разпространяват свобода на мисълта, братство и равенство. Френската революция дава мощен мотив за просветената местна горна класа да създаде литература за селяните. Освобождаването на селяните от крепостничество в благородническите имения през 1816 г. в Южна Естония (Лифландска губерния) и през 1819 г. в Северна Естония (Естландска губерния) от император Александър I дават началото на дебат относно бъдещата съдба на дотогава икономически зависимите естонски селяни.
Въпреки че балтийските германци като цяло считат бъдещето на естонците като обединение с балтийските германци, образованата класа естофили се възхищава на древната култура на естонците и ерата им на свобода преди завоеваването им от датчани и германци през XIII век. Естофилският период на просвещение формира промяната от естонска литература на религиозна тематика към вестници за масовата публика, издавани на естонски.
Идеите на Йохан Готфрид Хердер оказват голямо влияние върху интелигенцията на балтийските германци да видят стойността на местната традиционна култура. Вдъхновени от сбирката от европейски и естонски народни песни на Хердер, те започват да гледат на местния фолклор като на естествен израз на истина и спонтанност. В резултат основават няколко научни дружества, издават учебници за училища, вестници и литературни творби със значително качество като конструкцията на епичния „Калевипоег“ от народни източници.
Ото Вилхелм Мазинг и Гарлиб Меркел са изтъкнати естофили. Мазинг, който е сред основните защитници на образованието на селяните, издава ежеседмичен вестник на естонски език, наречен Maa rahva Näddali Leht („Селски седмичник“) от 1821 г.
Естонското книжовно дружество (Õpetatud Eesti Selts) е основано в Тарту през 1838 г. Сред членовете му са Фридрих Роберт Фелман и Фридрих Райнхолд Кройцвалд, автор на естонската национална епопея „Калевипоег“, която е вдъхновена от финландската епопея „Калевала“.

### Фолклорни записи
Редица естофили са правили записи на различни народни приказки и песни. От една страна това води до развитие на естонската литературна традиция; от друга страна нарастващите количества текст на писмен естонски език водят до необходимостта от развитие на (относително) уеднаквени правила за ортографията и по този начин водят до анализ на естонските граматика и фонетика.

### Лингвистични анализи
Естонска граматика е издадена на немски език през 1637 г. Йохан Хайнрих Розенплентер публикува първия академичен журнал през 1813 г. на естонска тематика със заглавие Beiträge zur genauern Kenntniß der ehstnischen Sprache („Приноси към по-точното знание на естонския език“), целящ развитие на писмения естонски език. През 1843 г. е завършена граматика на естонския език от пастора Едуард Аренс, който ползва популярната финландска ортография вместо германско-латинските модели, ползвани преди това.

## Модерни естофили
Докато значимостта на естофилите намалява през вековете, редица хора – Астриде Иваск (Astrīde Ivask), Сепо Куусисто (Seppo Kuusisto), Казуто Матсумура (Kazuto Matsumura и др., все още са считани за такива. След Втората световна война много от естофилите в света са в близка връзка с естонски общности в изгнание. Сред най-активните естофилски организации е дружеството „Туглас“ (на фински: Tuglas-seura) във Финландия, наименувано на естонския писател Фридеберт Туглас.

## Стипендия „Естофил“
За популяризиране на изучаването на естонски език и култура Естонският институт предлага ежегодна стипендия Estophilus. Целта на стипендията е да финансира научни изследвания, свързани с Естония, чрез академично напреднали студенти, интересуващи се от естонските език и култура. Стипендията се предоставя от Естонското министерство на образованието и науката.